# Bernoin

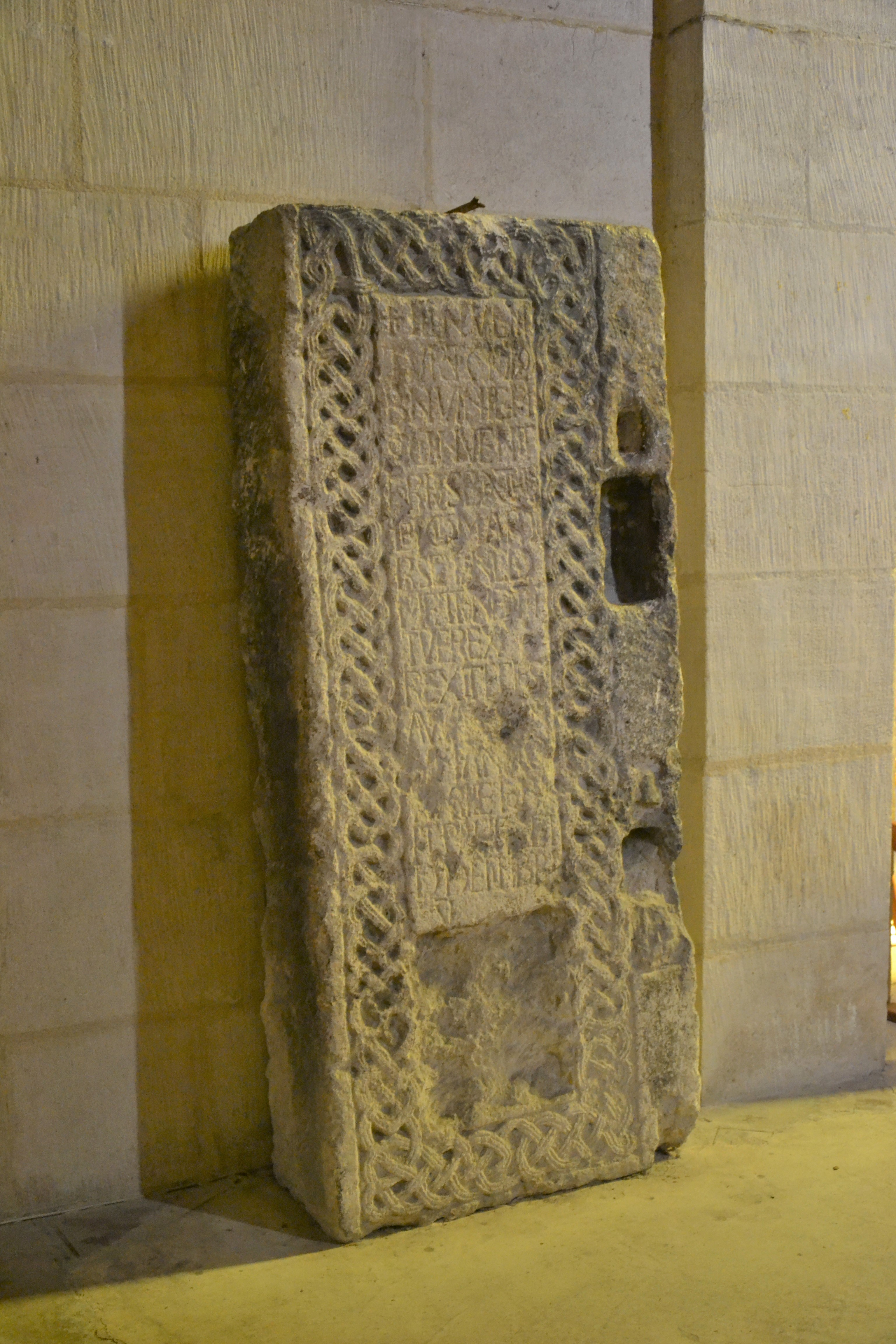
De grafsteen van bisschop Bernoin in de Sint-Andeoluskerk in Bourg-Saint-Andéol

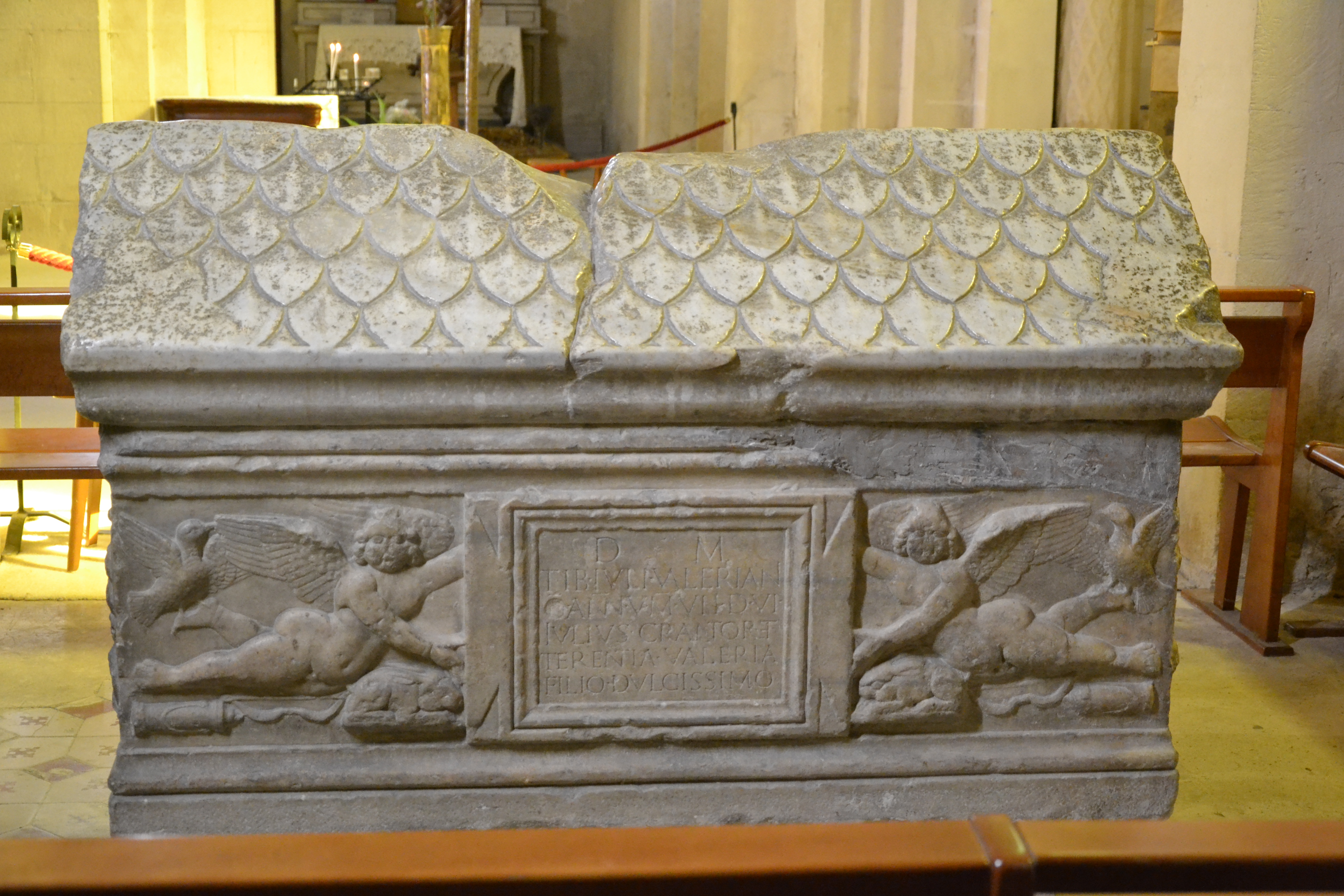
De sarcofaag van Sint-Andeolus, "heidense" zijde

Bernoin (Latijn: Bernuinus; gestorven ca. 873) was een 9e-eeuwse bisschop van Viviers.
In 858 vond hij de relieken van de heilige Andeolus, een diaken uit Klein-Azië die naar Gallië was gezonden als missionaris door de heilige Polycarpus en die geldt als de apostel van Vivarais in de Rhônevallei. Bernoin vond de relieken van de heilige, die gedurende zes eeuwen verloren waren, naar verluidt op aanwijzing van de heilige Polycarpus in een droom. Hij liet de Sint-Andeoluskerk in Bourg-Saint-Andéol bouwen in karolingische stijl. Als bisschop van Viviers was hij heer van die stad. Dit was het begin van een belangrijk bedevaartsoord.
De relieken van de heilige werden bewaard in een stenen sarcofaag. Dit was oorspronkelijk de heidense sarcofaag van Tiberius Julius Valerianus, die op vijfjarige leeftijd is gestorven. De inscriptie vanwege zijn Romeinse ouders is bewaard op de sarcofaag. In de 12e eeuw werd deze sarcofaag overgebracht naar de nieuw gebouwde, romaanse Sint-Andeoluskerk en toen werden er aan een zijde een nieuwe, christelijke inscriptie en een voorstelling van twee heiligen in gegraveerd.
In de Sint-Andeoluskerk bevindt zich de grafsteen van Bernoin (echter niet op de originele plaats), die korte tijd na zijn overlijden werd gemaakt. Hierop staat de duur van zijn regeerperiode als bisschop vermeld (23 jaar) en zijn sterfdatum (9 december). Omdat voor de jaren 850 en 873 de namen van andere bisschoppen bekend zijn, kan men afleiden dat Bernoin tussen deze periode bisschop was.

IC INVENITUR TUMULOS BERNUINI EPISCOPI QUI INVENIT CORPUS BEATI ANDEOLI MARTIRIS ET ANC DOMUM ET FONDAMENTUM EREXIT. REXIT ECCLESIAM VIVARIENSEM ANNOS XXIII ET OBIIT PACIFICE IDUS DECIMBRIS V.

Vertaling: Hier bevindt zich het graf van bisschop Bernoin die het lichaam van de zalige martelaar Andeolus vond en dit huis vanaf de fundamenten bouwde. Hij leidde de kerk van Viviers gedurende 23 jaar en stierf in vrede op de vijfde van de idus van december.